# Dunkirk (Kent)
Dunkirk è un villaggio e parrocchia civile dell'Inghilterra, appartenente alla contea del Kent.